# 瑞鹄模具
瑞鹄汽车模具股份有限公司（英語：Rayhoo Motor Dies Co.,Ltd.；深交所：002997，简称：瑞鹄模具；新三板除牌前：837440），是中国深圳证券交易所的一家上市公司，主营业务为汽车制造装备业务及汽车轻量化零部件业务，主要产品有冲压模具及检具、焊装自动化生产线和智能机器人及周边设备、轻量化零部件。
公司前身为2002年成立的安徽福臻技研有限公司，由奇瑞科技有限公司、福臻实业股份有限公司和台湾籍自然人陈志华共同出资设立。2007年公司名称变更为瑞鹄汽车模具有限公司。2014年，奇瑞科技将55%国有股权转让给宏博科技，公司控股股东由奇瑞科技变更为宏博科技。2016年瑞鹄有限整体变更为股份公司并更为现名。2016年5月30日，公司股票在全国中小企业股份转让系统挂牌交易，股票代码837440。2017年5月，公司股票在全国中小企业股份转让系统终止挂牌。2020年9月3日，在深圳证券交易所挂牌上市。
2022年，公司实现营业收入11.68亿元，同比增长11.78%；实现净利润1.45亿元，同比增长16.90%。